# Присутствені місця (Одеса)
Присутствені місця  (також Міський будинок) — будівля на Приморському бульварі Одеси. Разом з будинком Завадовського утворює ансамбль напівкруглої площі на перехресті бульвару, Європейської площі та Потьомкінських сходів.

## Архітектура
Архітектори Франческо Боффо та Аврам Мельников.
Триповерхова напівциркульна будівля з прямокутними крилами побудована з вапняку у формах класицизму. Перший поверх рустований, вхідна група оформлена аркадою. Верхні поверхи розділені пілястрами іонічного ордеру (у  симетричній будівлі будинку Завадовського корінфського ордеру, також на відміну від нього у присутствених місць відсутній фриз). Будівлю вінчає кам'яна балюстрада.

## Історія
Задум композиції напівкруглої площі з пам'ятником Дюку Рішельє належав Михайлу Воронцову. Споруджена з 1826 по 1830 роки.
Первісно в будівлі розміщувались присутствені місця, де працювали різні суспільно-адміністративні установи: з 1830 по 1883 перша міська публічна бібліотека (пізніше вона отримала окрему будівлю); заснований 1825 року музей старожитностей, який пізніше був приєднаний до археологічного музею та разом з ним у 1883 також переїхав до нової будівлі бібліотеки. З 1830 до 1899 тут була резиденція міської думи (з 1899 у будівлі біржі). Також в будівлі розміщувались судові органи, канцелярія губернатора. Під час першої світової війни тут вів засідання військово-окружний суд. В радянський час будівлю займали установи Міністерства зовнішньої торгівлі СРСР.
Будинок був відреставрований після другої світової. Остання реставрація завершена компанією «Інкор Груп» у 2017.
В наш час це офісна будівля.

## Галерея

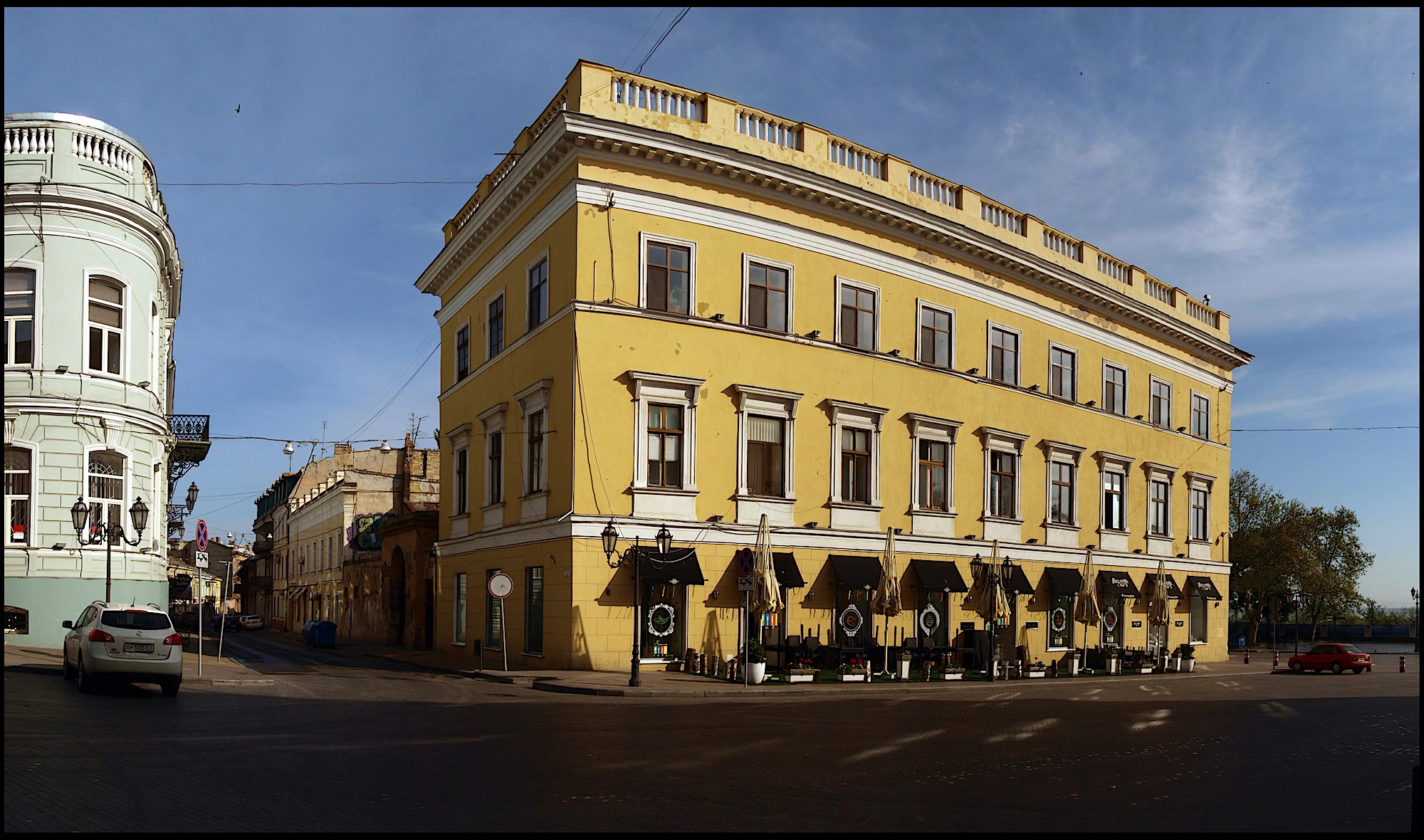
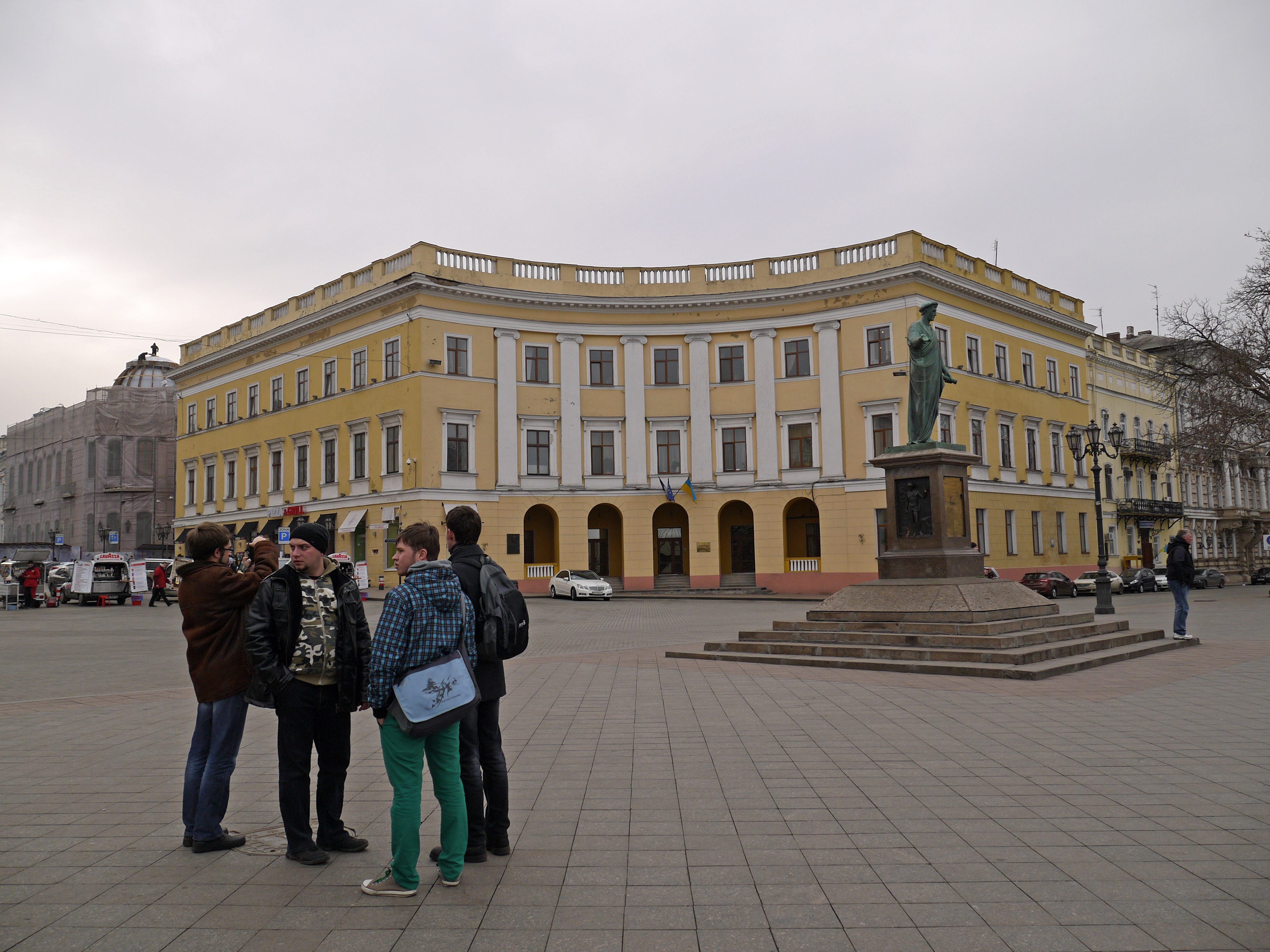
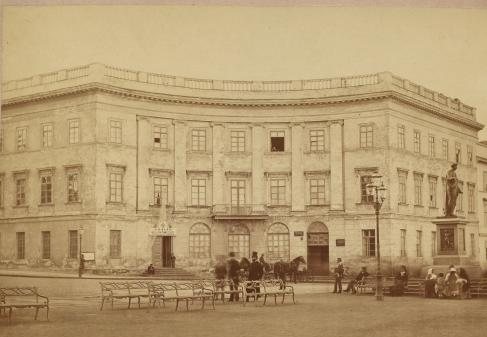
у XIX ст.
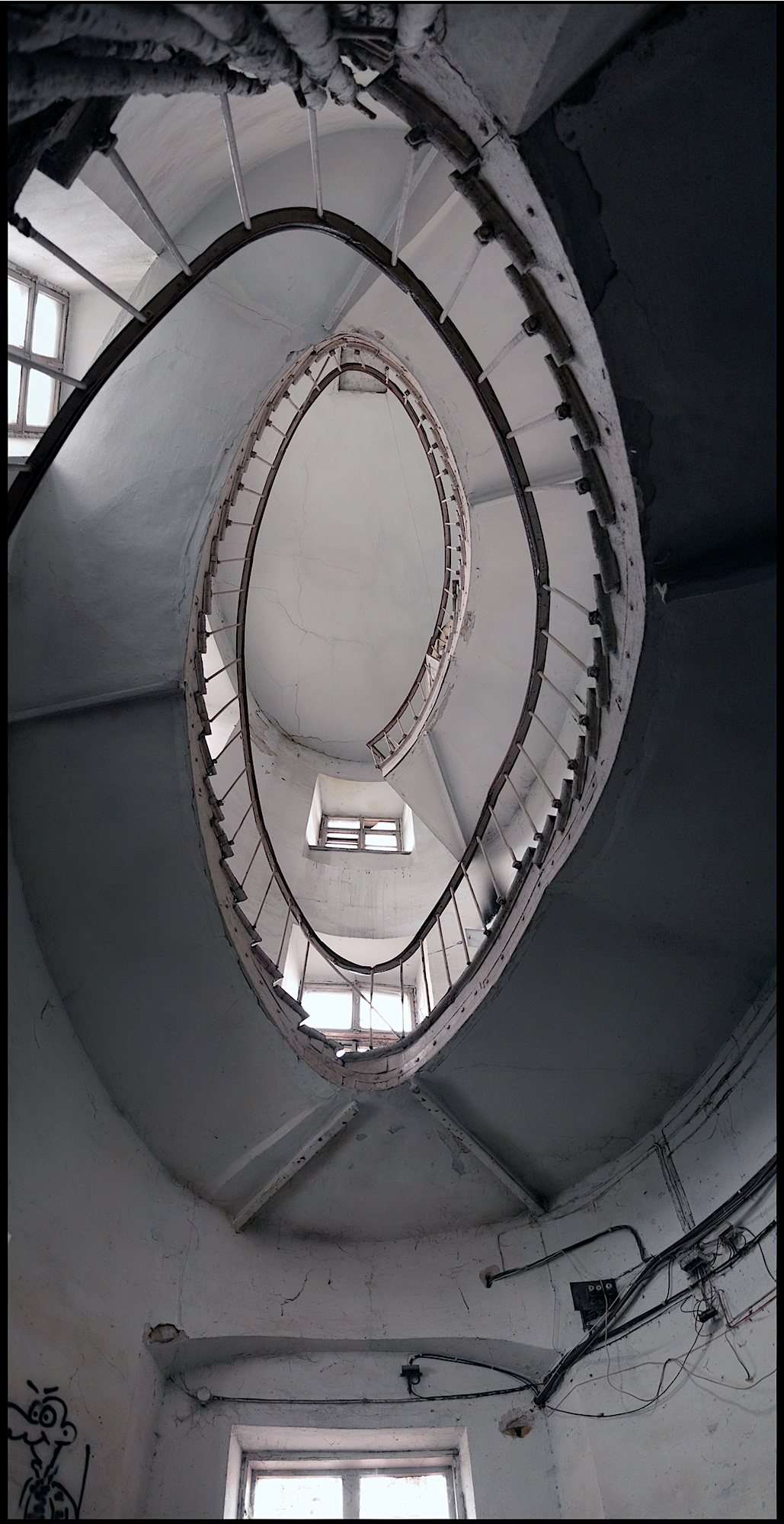
сходи